# Kevon Pierre
Kevon Pierre (30 marzo 1982) è un velocista trinidadiano.

## Palmarès

### Mondiali
- 1 medaglia:
  - 1 argento (Helsinki 2005 nella staffetta 4×100 m)

### Giochi centramericani e caraibici
- 1 medaglia:
  - 1 argento (Cartagena 2006 nella staffetta 4×400 m)